# A Piece of the Action
A Piece of the Action es el séptimo episodio de la serie de comedia norteamericana Robot Chicken (Pollo Robot, en el doblaje).

## Lista de Sketchs

### Protección
Un hombre dentro de un traje de protección toca un timbre.

### ¿Dolerá?
Una niña morena, le pregunta a un doctor que tiene un gran jeringa, "¿Me dolerá?" a lo que el doctor le responde "Sólo si Dios te odia".

### Estereotipos Italianos
Un cocinero de Pizzas amasa una pizza mientras recita algunos típicos elementos de comida italiana, entonces la masa de la pizza es agujereada a balazos por un gánster que le responde con otros elementos culinarios italianos.

### Prostituye a mi hermana
En una parodia de Pimp my Ride, un chico desea "tunear" (Prostituir) a su hermana Amy. Después de ver cumplido su deseo, la chica sale al mundo a venderse, bajo la tutela de su hermano menor

### Chupete con Pelo
Un niño mira tristemente un chupete lleno de pelo.

### Moriremos pronto
Un anciano que se encuentra leyendo un periódico que dice "Oswald Asesina al Presidente" es interrumpido por otro que le dice "Moriremos Pronto".

### Castigo Corporal
Tras afirmar que 4+4=7, una profesora le rompe una varilla en la cabeza a un alumno. El niño responde "Le diré a mi papá".

### La Vida Surrealista
El grupo de La Vida Surrealista, que incluye a:
- Vince Neil de Mötley Crüe
- Manny Mou
- MC Hammer
- Ron Jeremy
- Erik Estrada
- Corey Feldman
- Traci Bingham
- Trishelle Cannatella

Son enviados a una aventura tipo El Señor de los Anillos a destruir un aro encantado.

### Broma de Jesús
Una pareja rezando en frente a un crucifijo se dan una terrible sorpresa cuando el cuerpo grita "Boo".

### Simio vs Canguro
Un torneo de Boxeo es realizado entre un simio y un canguro, que resulta ser ganado por el canguro, dejando al simio aplastado contra un árbol.

### El arrasador Conejo de Pascua
El Conejo de Pascua aterroriza a los niños, lanzándoles huevos diciendo "¿No pensaron que sería fácil... verdad?".

### Teatro de muy Bajo Presupuesto
Una parodia de Debbie Does Dallas usando palitos de chupete. La película es imitada con los muñecos más baratos jamás imaginados.

### Alien vs Predador
La épica batalla entre Alien y Predador se realiza en un tablero de ajedrez.

### Cayendo en la Luna
Neil Armstrong, cae en lugar de descender por la escalera, al llegar a la Luna.

### Perro atrapa un disco
Un perro atrapa el disco, y cae en un precipicio.

### Guerra de convenciones de ciencia ficción
Fanes de Star Wars y Star Trek desatan una lucha sin cuartel en una convención de ciencia ficción, tras un error en el horario de los auditorios.
Lo gracioso de este sketch es cuando al final de la pelea te informan con subtítulos lo que sucedió con algunos de los envueltos en la pelea. Mortimer Wilkofsky clonó a 20 Leonards Nimoys con la muestra de sangre que se robó y se hizo rico haciendo un circo ambulante; el chico del traje de Darth Maul que le disparan en la cabeza continúa muerto; Leonard Nimoy completó su colección de Bean Bag Baby tras aceptar a eBay en su vida; George Lucas continúa siendo rico.

## Reparto de Voces
- Michael Benyaer - Ron Jeremy
- Erika Christensen - Animadora, Crack Ho
- Donald Faison - Encargado de Borg, Gary Coleman, MC Hammer
- Seth Green - Alex, Corey Feldman, Crack Ho, Conejo de Pascua, Gay Ho, Pimp, Cocinero de Pizza, Encargado de Robin, Encargado del RPG, Wheelchair Attendee
- Scarlett Johansson - Amy, Cheerleader, Crack Ho
- Jamie Kaler - Fan
- Breckin Meyer - Corey Haim, Vince Neil
- Dan Milano - Emmanuel Lewis
- Chad Morgan - Animadora
- Adam Talbott - Erik Estrada